# Ytterby

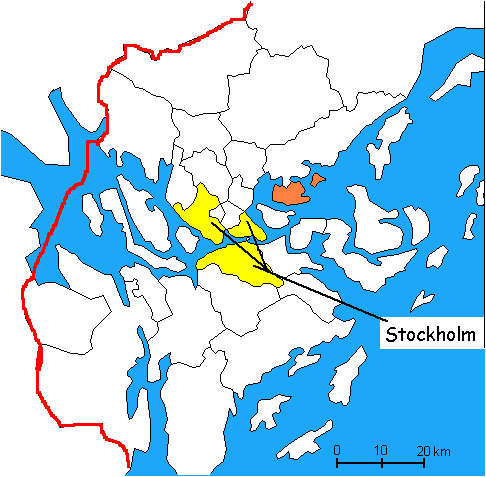
Ytterby.

Ytterby es un pueblo en la isla de Resarö, en el archipiélago de Estocolmo, en Suecia. Pertenece a la municipalidad de Vaxholm. 
El pueblo es famoso por la mina de Ytterby, donde se descubrieron algunas tierras raras. Entre ellas se encuentran los elementos químicos erbio, terbio, iterbio, e itrio, todos ellos nombrados en homenaje al pueblo, el gadolinio (nombrado en homenaje al profesor finlandés Johan Gadolin), el holmio (por el nombre latino de Estocolmo), y el tulio (de "Thule", nombre antiguo de Escandinavia).
- Datos: Q631733
- Multimedia: Ytterby / Q631733